# Desa Babakanjaya (administrativ by i Indonesien, lat -6,45, long 108,04)
Desa Babakanjaya är en administrativ by i Indonesien.   Den ligger i provinsen Jawa Barat, i den västra delen av landet, 130 km öster om huvudstaden Jakarta.